# 武藤村石
武藤 村石（むとう むらいし）は、日本の漫画家。

## 主な作品

### 連載
- 俺たちの戦いはこれからだ（『ガンガンONLINE』、スクウェア・エニックス）

### 読み切り
- 放課後憂鬱剣道部（『月刊ガンガンJOKER』公式サイト、スクウェア・エニックス）
- 雑念サムライクラブ（『フレッシュガンガン』、スクウェア・エニックス）
- 変じゃない、腐ってるだけ。（『月刊ガンガンJOKER』、スクウェア・エニックス）
- 吉田くんの中の人（『月刊ガンガンJOKER』、スクウェア・エニックス）